# Пам'ятний знак загиблому поселенню Передмостова Слобідка
Пам'ятний знак загиблому поселенню Передмостова Слобідка — монумент в Києві, встановлений на згадку про робоче поселення Передмостова слобідка, яке існувало на лівому березі Дніпра (навпроти Києво-Печерської Лаври) з кінця 18 століття та було знищене нацистами в роки Радянсько-німецької війни.

## Розташування
Відкритий у 1991 в парку культури та відпочинку «Гідропарк» біля центральної алеї. Встановлений на галявині, позначеній по колу вимощеною гранітними плитами доріжкою та квітником. До неї від центральної алеї парку ведуть радіальні доріжки, головна з яких акцентована чавунними стовпчиками, з'єднаними ланцюгами. 

## Автори
Автори  — скульптор Микола Білик, архітектор Анатолій Чемерис. 

## Розміри
Розміри: висота скульптури — 0,78 м, дверний отвір — 2,55 м × 1 м; плита — 1,3 м × 1 м. 

## Опис
Центром пам'ятного знаку є бронзове скульптурне зображення хлопчика, що сидить на ґанку, що залишився від знищеного будинку. Сім блоків сірого граніту утворюють дверний проріз. Сходи ґанку переходить в гранітну плиту з присвятним написом. В основу образно-композиційного рішення покладено ідею воріт, арки, поширеного в біблійному мистецтві. Подібні архітектурно-пластичні споруди в сучасній скульптурі отримали життєствердне значення як символ історичної пам'яті народу, його безсмертя. 
У створенні образу використані символи — поріг, зруйноване житло, що розкривають проблему людства «життя-смерть», відзначають, що руйнування сімейного вогнища — це трагедія для всього народу. Умовний тимпан арки прикрашає ще один символічний елемент — симетрична пара голубів — образ типовий для українського фольклору. Внутрішня конструктивна монументальність задуму, так само як і зображення хлопчика у скорботній печалі, вирішені без афектації та толерантно втілені пластичними засобами, як би пом'якшуючи біль втрати філософським тлумаченням сенсу людського буття. Пам'ятний знак органічно вписується в дендрологічне навколишнє середовище, пов'язуючи його історію з сучасністю. 